# Temple de Bex
Le temple de Bex est un lieu de culte protestant situé dans la commune de Bex, en Suisse. La paroisse est membre de l'Église évangélique réformée du canton de Vaud.

## Histoire
Les premières mentions d'une église à Bex remontent au XIIe siècle et mentionnent une petite église catholique dédiée à saint Clément. À la suite de l'invasion bernoise et de l'instauration de la Réforme protestante, une nouvelle église, protestante, est construite sur les lieux au XVIe siècle. À la suite d'un dramatique incendie en 1813, l'édifice doit être entièrement reconstruit en 1813-1814, en conservant toutefois l'ancien clocher. Ce chantier est conduit par l'architecte lausannois Henri Perregaux, qui donne une touche néoclassique à l'édifice, en réalisant cependant un chœur semi-circulaire. Cette forme très particulière fait figure d'exception pour cette époque et dans cette région, mais a été souhaitée par les autorités municipales déjà à la fin du XVIIIe siècle,. Classée monument historique en 1900.
Le clocher de l'église, inscrit comme bien culturel suisse d'importance nationale, a été construit en 1501, probablement par Jean Vaulet-Dunoyer, auteur de toute une série de beaux clochers dans la région du Vieux-Chablais et du Bas-Valais. Il est doté d'une flèche octogonale en tuf dont les faces sont légèrement concaves pour en réduire les angles. La grosse cloche, toujours existante sera installée en 1513. D'une hauteur de 52 mètres, il est le deuxième clocher le plus élevé du canton de Vaud après celui de la cathédrale de Lausanne.
Depuis 1697 au moins, le clocher est utilisé pour abriter les archives communales, comme c'est le cas dans plusieurs communes de la région. Il a connu plusieurs restaurations, dont l'une, en 1947 à la suite du séisme du 25 janvier 1946 qui a nécessité le remplacement du porche et de la porte et la mise à jour des enduits de la voûte.